# Galoși

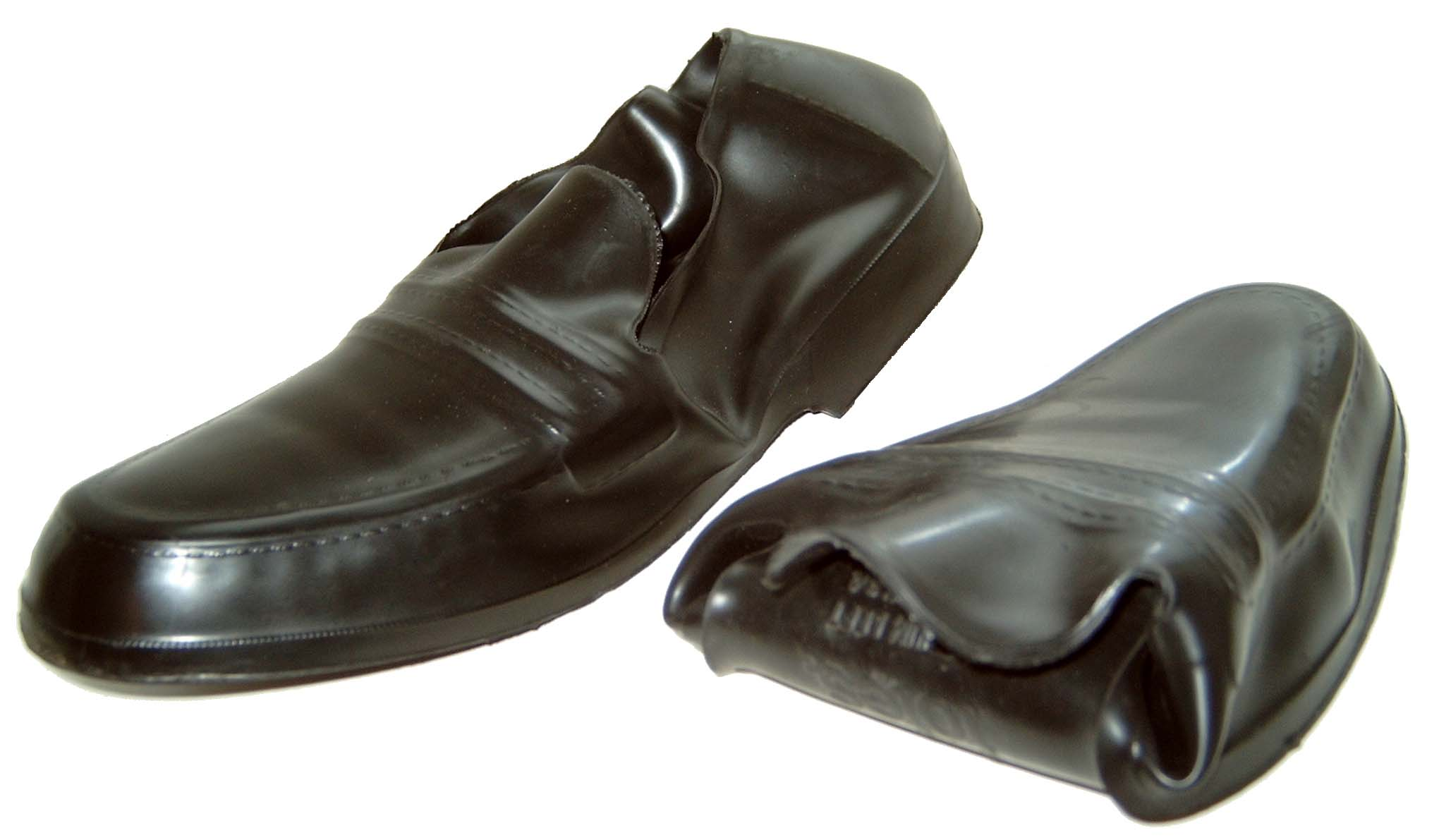
Galoși.

Galoși, de asemenea, cunoscuți sub numele de dickersons, gumshoes, sunt un tip de cizme de cauciuc. În Statele Unite, cuvântul galoși poate fi folosit alternativ cișmele. În Regatul Unit, cu toate acestea, un galoș este realizat dintr-un material rezistent la intemperii pentru a proteja și a păstra piciorul cald si uscat.

## Etimologie și utilizare
Cuvântul provine prin franceză (galoche) și latină din limba greacă și însemna inițial un cizmar. Din 1572 termenul, de asemenea este explicat ca fiind "un Gallage sau Patten"; un galoș cu o formă de bază din lemn pentru a ridica purtătorului pantofi de la sol.
În Turcia, cuvântul se referă la un pantof care este purtat temporar, atunci când vizitează case sau birouri, pentru a proteja podeaua de murdăria din exterior.